# Piotr Wachowski
Piotr Wachowski (ur. w 1976) – polski artysta malarz. Studiował na Wydziale Malarstwa  ASP w Warszawie.  W 2001 r. uzyskał dyplom z wyróżnieniem w pracowni prof. Wiesława Szamborskiego oraz aneks do dyplomu w pracowni Sztuki w Przestrzeni Publicznej prof. Mirosława Duchowskiego, gdzie jest doktorem sztuki i pracuje jako asystent. Od 2013 r. jest również nauczycielem rysunku, malarstwa oraz projektowania kompozycji w Liceum Plastycznym im. Stanisława Wyspiańskiego w Tomaszowie Mazowieckim.
Uprawia malarstwo sztalugowe i ścienne. Jest współautorem  realizacji fresku na czerpni warszawskiego metra. Wczesne obrazy malował w opracowanej przez siebie technologii ultrafioletowej – farbami fluorescencyjnymi eksponując je potem przy lampach ultrafioletowych. Zaczynał od Metamorfoz – w latach 1999 – 2001 tworzył wielkoformatowe przedstawienia procesów przekształceń ludzi i przedmiotów  w zwierzęta. Często posługuje się ikonami kultury portretując Adolfa Hitlera, któremu przyznał równe miejsce w świecie innych wizerunków stawiając go pomiędzy katolickimi świętymi (Hitler i Święty, 2003). Jego obraz "św. Sebastian" został zakupiony do zbiorów Regionalnego Towarzystwa Zachęty Sztuk Pięknych w Częstochowie.
Jest reprezentowany przez galerię m2 w Warszawie.

## Nagrody i wyróżnienia
W 2001 był stypendystą Mazowieckiego Centrum Kultury. W 2002 r. był nominowany do Paszportów Polityki przez kwartalnik Exit. Rok później został laureatem nagrody tegoż czasopisma. W roku 2007 otrzymał stypendium Ministra Kultury i Dziedzictwa Narodowego.

## Wystawy

### Wystawy indywidualne
- 2000: Malarstwo, Muzeum ASP, Warszawa
- 2002: Malarstwo, Galeria Promocyjna, Warszawa
- 2002: Malarstwo, Galeria Olympia, Kraków
- 2003: Malarstwo, Galeria Promocyjna, Warszawa
- 2004: Bałtycka Galeria Sztuki Współczesnej, Słupsk
- 2006: Galeria Podlaska, Biała Podlaska
- 2007: Uparty malarz, Galeria m2 [m kwadrat], Warszawa
- 2008: Malarstwo, Galeria Promocyjna, Warszawa (obrazy z doktoratu, równocześnie w galerii m2 [m kwadrat])
- 2008: A gdybym był doktorem..., Galeria m2 [m kwadrat], Warszawa (obrazy z doktoratu, równocześnie w galerii Promocyjnej)

### Wystawy zbiorowe
- 1997: Malarstwo, Galeria Aneks, Warszawa
- 2001: Skandynawia – przestrzeń, światło, znak, Pałac na wodzie w Łazienkach, Warszawa
- 2003: Obraz Roku, Muzeum im. Dunikowskiego, Królikarnia, Warszawa
- 2003: Młodzi Zdolni, Bałtycka Galerii Sztuki Współczesnej, Słupsk
- 2004: Postawy, wystawa z okazji stulecia warszawskiej ASP, Galeria Studio, Warszawa
- 2004: Inventum, Fabryka Trzciny, Warszawa
- 2004: Nova Polska, Maison folie de Lille Moulins, Lille
- 2005: Science and Art in Europe. Obraz świata i świat obrazu, Max Planck Institute, Berlin
- 2005: 70 Malarstwo i grafika artystów urodzonych w latach siedemdziesiątych, Galeria Chimera (D.A. Rempex), Warszawa
- 2006: Obraz Świata – Świat Obrazu, Galeria Melnikow, Heidelberg
- 2007: Niewidzialne widmo, Muzeum Powstania Warszawskiego, Warszawa